# Leonardo Cecchi
Leonardo Cecchi (Minneapolis, 26 agosto 1998) è un attore, cantante e ballerino statunitense naturalizzato italiano, noto per il ruolo del protagonista Alex nella serie TV Alex & Co..

## Biografia
Leonardo nasce il 26 agosto 1998 a Minneapolis da madre americana e padre italiano ma passa la sua infanzia a Piscina, piccolo paese nella città metropolitana di Torino. Frequenta il liceo coreutico teatrale Germana Erba di Torino dove studia recitazione. 
Nel 2015 entra nel cast della serie TV Alex & Co., in cui interpreta il protagonista Alex fino al 2017. 
Nel 2016 partecipa ai film Tini - La nuova vita di Violetta e Come diventare grandi nonostante i genitori.
Nel 2017 intraprende la carriera di scrittore, pubblicando il romanzo Un respiro lungo e via. Nel 2019 pubblica il suo secondo romanzo Manuale di sopravvivenza per i reduci del primo amore.
Nel 2021 viene scritturato per un ruolo minore nella serie statunitense American Horror Stories, spin-off di American Horror Story.

## Filmografia

### Cinema
- Tini - La nuova vita di Violetta, regia di Juan Pablo Buscarini (2016)
- Come diventare grandi nonostante i genitori, regia di Luca Lucini (2016)
- Lamborghini - The Man Behind the Legend, regia di Bobby Moresco (2022)

### Televisione
- Alex & Co. – serie TV (2015-2017)
- Radio Alex – serie TV (2016)
- The Wrong Stepmother – film TV, regia di David DeCoteau (2019)
- Catch-22 – serie TV, episodio 1x04 (2019)
- Gods of food – serie TV, episodio 1x04 (2019)
- American Horror Stories – serie TV, episodio 1x03 (2021)

## Discografia

### Colonne sonore
- 2016 – We Are One
- 2016 – Welcome to Your Show

## Libri
- Un respiro lungo e via – 2017, Mondadori, ISBN 978-88-91-81327-5
- Manuale di sopravvivenza per i reduci del primo amore – 2019, Fabbri Editori, ISBN 978-88-91-58270-6

## Teatro
- 2014 – Gli acarnesi
- 2015 – La figlia del reggimento
- 2016 – Spoon River Anthology
- 2019 – Aladin - il Musical Geniale
- 2023 – Peter Pan - Il Musical

## Riconoscimenti
- David di Donatello
  - 2017 – Candidatura come migliore canzone originale per Come diventare grandi nonostante i genitori